# シャルル・ペロー

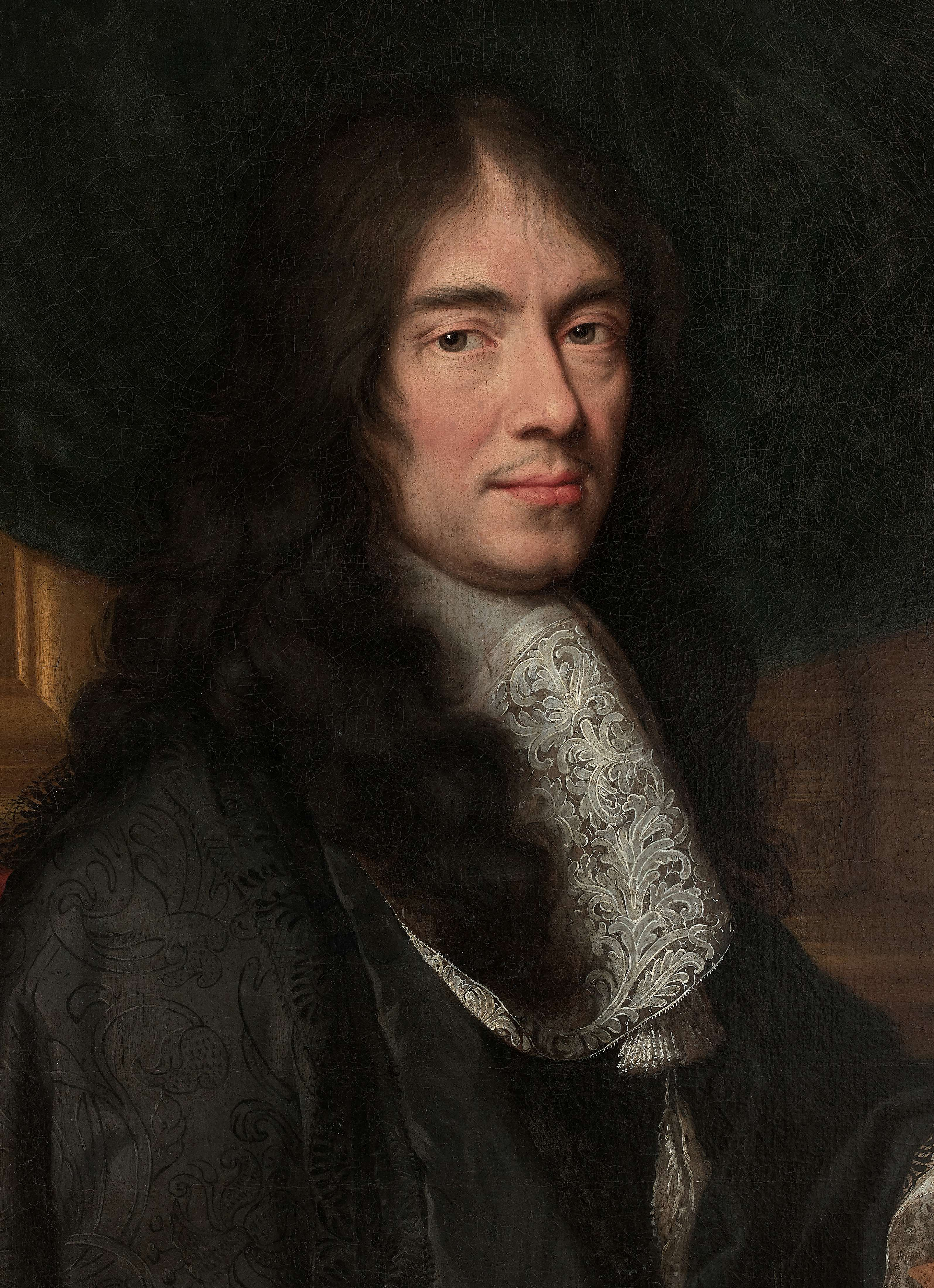
シャルル・ペロー

シャルル・ペロー（Charles Perrault、1628年1月12日 - 1703年5月16日）は、フランスの詩人。アカデミー・フランセーズの会員。新旧論争の火付け役。『ペロー童話集』の作者として有名。

## 経歴
1628年にパリのブルジョワ階級の家庭に生まれる。1651年、オルレアン大学で法学の学位を取得し弁護士となるが、二度弁護しただけでその職に再び戻ることはなかった。1671年にはアカデミー・フランセーズ会員に選出される。コルベールに認められ、ルイ14世に仕えた。

## 新旧論争
ペローが『ルイ大王の世紀』Le siècle de Louis le Grand（1687）で、「（オウィディウスやウェルギリウスなどの）古典文学よりも現代文学の方がすぐれている」と述べ、ボアローがそれと反対の趣旨で応えたことにより巻き起こった論争。

## 童話集
『韻文による物語』（Griselidis, Nouvelle avec le Conte de Peau d'Asne et Souhaits ridicules）は、サロンで一篇ずつ朗読披露された後、以下のような形で出版され、その後の1695年に序文を加えて出版された。
- グリゼリディズ - 1691年にサロンで朗読発表、同年のアカデミー文集に発表され、同年に単独で出版
- 愚かな願い事 - 1693年に雑誌『メルキュール・ガラン』で掲載
- ロバの皮 - 1694年に上の2編と合わせて出版

続いて散文で『寓意のある昔話、またはコント集～がちょうおばさんの話』（Histoires ou contes du temps passé, avec des moralités : Contes de ma mère l'Oye）が1697年に発表された。民間伝承を詩の形にまとめ、教訓を加えたものだが、当時の風俗を反映させるなど子どもにも親しみやすく書かれており、子どもを意識して書かれた初めての児童文学であるともいわれている。当時サロンでは、昔話を元にした詩を書くことが流行していたが、他の文学者たちの作品は子どもが読むには難しいものであった。

### 物語研究の論点から
この童話集（通称「ペロー童話集」）は、グリム兄弟やマザー・グースよりも前に民間伝承をまとめたものとして名高いが、読者に読みやすくなるよう、若干の脚色が入っている。当時の風俗を取り入れたことで、読みやすい物語となった一方で、昔話収集としては余分なものが入る結果となってしまった。しかし、物語の研究をする者には今でも、無視できない作品となっている。特に『グリム童話』とは収録された物語が重なることもあり（例：『赤ずきん』）、その比較研究が進められている。またこの物語集も、ペロー以前に発表されたボッカチオなどの影響を受けているといわれている。
澁澤龍彥は『グリム童話』と比較して「古拙の味わいがある」と述べている。

### 作者論争
韻文による物語集の方はペロー本人の手によるものであるが、散文の方が作者は誰なのかという議論を呼んでいる。発行当初は著者名がなく、第二版が出たときには「姫君へ」という献辞に息子のイニシャルが書かれており、ペロー自身の名前はない。しかしながら、ペローの手が入ったことは間違いないといわれている。
アカデミーの一員として名をなした彼が、子どもの物語に関わるのは恥ずかしいということで、息子の名を使ったのではないか、という説と、そもそも物語集を出すのは息子のアイデアであったという説がある。

### 童話集のその後
ペローの物語は、今も世界中の子どもたちに愛され、音楽や映画、舞台、オペラなどのテーマとなっている。例えば『眠れる森の美女』はウォルト・ディズニー・カンパニー、『長靴をはいた猫』は東映動画によって、それぞれ劇場アニメーション映画化された。長靴猫シリーズも参照。

### 童話集研究史
著名な研究者
- マルク･ソリアーノ
- ジルベール･ルージェ
- ポール･ドラリュ

## 著作物
韻文による物語
- グリゼリディス（Griselidis）
- おろかな願い（Les Souhaits ridicules）
- ロバの皮（Peau d'Âne）

散文による物語
- 赤ずきん（Le Petit Chaperon rouge）
- 長靴をはいた猫（Le Chat botté）
- 青ひげ（La Barbe Bleue）
- 眠れる森の美女（La Belle au bois dormant）
- 仙女たち（宝石姫）（Les Fées）

- シンデレラ（Cendrillon, ou la Petite Pantoufle de verre）
- 巻き毛のリケ（Riquet à La houppe）
- 親指小僧・親指太郎（Le Petit Poucet）

## 典拠文献
- 新倉朗子訳『完訳 ペロー童話集』岩波書店、1982年 ISBN 4-00-325131-8
- 今野一雄訳『ペローの昔ばなし』白水社〈白水Uブックス〉、1984年
- 澁澤龍彦訳『長靴をはいた猫』河出書房新社、1988年
- 巖谷國士訳『世界のメルヘン フランス童話I ながくつをはいたねこ』シャルル・ペロー/オーノワ夫人 講談社、1981年
- 巖谷國士訳『美女と野獣』ボーモン夫人/シャルル・ペロー著/エドモンド・デュラック画 新書館、1981年
- 巖谷國士訳『眠れる森の美女』シャルル・ペロー著/エドモンド・デュラック画 新書館、1981年
- 巖谷國士訳『サンドリヨン』シャルル・ペローほか著 講談社、1983年

研究書
- 水野尚著『物語の織物 ペローを読む』彩流社、1997年
- 神宮輝夫著『童話への招待』日本放送出版協会、1970年